# Mercedes-Benz M 254
| Mercedes-Benz        | Mercedes-Benz             |
| -------------------- | ------------------------- |
|                      |                           |
| M 254                |                           |
| Hersteller:          | Mercedes-Benz             |
| Produktionszeitraum: | seit 2020                 |
| Funktionsprinzip:    | Otto                      |
| Bauform:             | Reihenmotor, Vierzylinder |
| Motoren:             | 2,0 Liter                 |
| Vorgängermodell:     | M 264                     |
| Nachfolgemodell:     | keines                    |
| Ähnliche Modelle:    | M 252, M 256              |

Der M 254 ist ein Ottomotor von Mercedes-Benz. Es handelt sich um einen Vierzylinder-Reihenmotor, der im Motorenwerk Stuttgart-Untertürkheim montiert wird.
Der M 254 ist Nachfolgemodell des M 264 und Teil einer neuen, modularen Motorengeneration, die 4- und 6-Zylinder-Dieselmotoren (OM 654) sowie 3-, 4- und 6-Zylinder-Ottomotoren umfassen wird. Mit dem M 252 wurde im November 2024 ein weiterer 4-Zylinder mit 1,5 l-Hubraum vorgestellt.

## Technik
Durch gleichen Zylinder-Hubraum (ca. 500 cm³) und -abstand wird eine hohe Zahl von Gleichteilen erreicht. Zur Verminderung von Reibung werden konische Laufbuchsen für die Zylinder eingesetzt (Conicshape oder Trompetenhonung). Beim Zweiliter-Vierzylinder wird der zweiflutige Turbolader ohne variable Turbinengeometrie durch einen wassergekühlten Elektromotor mit 5 kW Leistung unterstützt (elektrischer Zusatzverdichter). Außerdem kann das Steuergerät bis zu 30 Sekunden lang eine Ladedruck-Erhöhung mit angepasster Kraftstoffeinspritzung für eine um 30 kW höhere Leistung erlauben (Overboost). Diese Funktion wird durch die Abgastemperatur begrenzt.
Der erste Einsatz des Zweilitermotors mit 200 kW (272 PS) und maximal 400 Newtonmeter Drehmoment sollte als E 350 im Facelift der E-Klasse (Baureihe 213) erfolgen. Der integrierte Starter-Generator (ISG) liefert dabei bis zu 180 Nm Drehmoment. Aufgrund der CO2-Vorgaben mit drohenden Strafzahlungen wurde das Modell jedoch im September 2020 für die E-Klasse gestrichen. Ende 2020 wurde der Einsatz in der C-Klasse W 206 ab März 2021 nicht ausgeschlossen, und am 23. Februar 2021 wurde der C 300 mit dem M 254 und 190 kW (258 PS) vorgestellt. Auch das Overboost-Leistungsplus fällt hier mit 15 kW kleiner aus.